# Liste der Kulturdenkmale in Belrieth
Die Liste der Kulturdenkmale in Belrieth umfasst die als Ensembles, Straßenzüge und Einzeldenkmale erfassten Kulturdenkmale in der thüringischen Gemeinde Belrieth im Landkreis Schmalkalden-Meiningen mit dem Stand vom 24. Februar 2025.
Die Angaben in der Liste ersetzen nicht die rechtsverbindliche Auskunft der zuständigen Denkmalschutzbehörde.

## Legende
- Bild: zeigt ein Bild des Kulturdenkmals und gegebenenfalls einen Link zu weiteren Fotos des Kulturdenkmals im Medienarchiv Wikimedia Commons
- Bezeichnung: Name, Bezeichnung oder die Art des Kulturdenkmals
- Lage: Wenn vorhanden Straßenname und Hausnummer des Kulturdenkmals; Grundsortierung der Liste erfolgt nach dieser Adresse. Der Link Karte führt zu verschiedenen Kartendarstellungen und nennt die Koordinaten des Kulturdenkmals.
 Kartenansicht, um Koordinaten zu setzen – in dieser Kartenansicht sind Kulturdenkmale ohne Koordinaten mit einem roten bzw. orangen Marker dargestellt und können in der Karte gesetzt werden. Kulturdenkmale ohne Bild sind mit einem blauen bzw. roten Marker gekennzeichnet, Kulturdenkmale mit Bild mit einem grünen bzw. orangen Marker.
- Datierung: gibt das Jahr der Fertigstellung beziehungsweise das Datum der Erstnennung oder den Zeitraum der Errichtung an
- Beschreibung: bauliche und geschichtliche Einzelheiten des Kulturdenkmals, vorzugsweise die Denkmaleigenschaften
- ID: Die ID identifiziert das Kulturdenkmal eindeutig. In Thüringen sind aktuell keine IDs veröffentlicht. In der ID-Spalte kann sich auch folgendes Icon  befinden, dies führt zu Angaben zu diesem Kulturdenkmal bei Wikidata.

## Ensembles
| Bild | Bezeichnung           | Lage | Datierung | Beschreibung                                       | ID |
| --- | --------------------- | --- | --------- | -------------------------------------------------- | -- |
| [[Vorlage:Bilderwunsch/code!/O:!/C:50.529182,10.496192!/D:Aspenweg 40b; Bölesgasse komplett; Gartenstraße 122; Glasergasse komplett; Hauptstraße 38, 43-48, 50, 51, 51a, 52, 59-61, 97; Hofteicher Straße komplett; Hofteicher Straße komplett; Kirchberg komplett; Letzegasse komplett; Lindenstraße 2, 3, 5, 6a, 6b,7; Sportplatzstraße o. Nr.; Wehrstraße 41a, 41b, 42, 65, Historischer Ortskern!/\|BW]] | Historischer Ortskern | Aspenweg 40b; Bölesgasse komplett; Gartenstraße 122; Glasergasse komplett; Hauptstraße 38, 43-48, 50, 51, 51a, 52, 59-61, 97; Hofteicher Straße komplett; Hofteicher Straße komplett; Kirchberg komplett; Letzegasse komplett; Lindenstraße 2, 3, 5, 6a, 6b,7; Sportplatzstraße o. Nr.; Wehrstraße 41a, 41b, 42, 65 (Karte) |           |                                                    |    |
| BW | Kellerhaus            | Hauptstraße o. Nr., von/nach Vachdorf, südliche Straßenseite (Karte) |           | Flurstücke 170/2, 170/3, 170/4, 172/1, 173/1-186/1 |    |

## Einzeldenkmale
| Bild                                    | Bezeichnung                              | Lage                                                                        | Datierung | Beschreibung                                          | ID |
| --------------------------------------- | ---------------------------------------- | --------------------------------------------------------------------------- | --------- | ----------------------------------------------------- | -- |
| BW                                      | Gehöft                                   | Böhlesgasse 18 (Karte)                                                      |           |                                                       |    |
| Direkt Bild zu diesem Denkmal hochladen | Transformatorenstation mit Ausstattung   | Dorfplatz .                                                                 |           |                                                       |    |
| BW                                      | Wirtschaftsgebäude                       | Glasergasse 9 (Karte)                                                       |           | Wirtschaftsgebäude samt Innenausstattung              |    |
| BW                                      | Gehöft                                   | Glasergasse 14 (Karte)                                                      |           | Eckhaus                                               |    |
| BW                                      | Kellerhaus                               | Hauptstraße o. Nr. (Karte)                                                  |           | Flur 101                                              |    |
| BW                                      | Spritzen- und Backhaus                   | Hauptstraße 4 (Karte)                                                       |           | Ecke zur Werrabrücke                                  |    |
| BW                                      | Gasthof                                  | Hauptstraße 38 (Karte)                                                      |           | Gasthof „Rennsteig“ samt Innenausstattung             |    |
| BW                                      | Mühle                                    | Hauptstraße 44 (Karte)                                                      |           | Mühle samt Nebengebäude und Innenausstattung          |    |
| Fotos hochladen                         | Werrabrücke                              | Hofteicher Straße o. Nr. (Karte)                                            |           | Flurstück 3404 – 167 / 3                              |    |
| BW                                      | Wehranlage                               | Hofteicher Straße o. Nr., Flurstück 743/14 (Karte)                          |           |                                                       |    |
| BW                                      | Gehöft                                   | Hofteicher Straße 33 (Karte)                                                |           | Gehöft mit Innenausstattung                           |    |
| Fotos hochladen                         | Wohnhaus                                 | Kirchberg 49 (Karte)                                                        |           | Wohnhaus samt Innenausstattung und Nebengebäude       |    |
| BW                                      | Schule                                   | Kirchberg 53 (Karte)                                                        |           | Schule samt Innenausstattung                          |    |
| weitere Bilder Fotos hochladen          | Kirchenburg: Evangelische Friedenskirche | Kirchberg 54 (Karte)                                                        |           | mit Ausstattung                                       |    |
| BW                                      | Kirchenburg: Kirchhof                    | Kirchberg 54 (Karte)                                                        |           | mit Plasterung                                        |    |
| BW                                      | Kirchenburg: Gaden                       | Kirchberg 54 (Karte)                                                        |           |                                                       |    |
| BW                                      | Kirchenburg: Bering                      | Kirchberg 54 (Karte)                                                        |           |                                                       |    |
| BW                                      | Pfarrhaus                                | Kirchberg 54, westlich der Kirchenburg (Karte)                              |           |                                                       |    |
| Fotos hochladen                         | Gutsanlage                               | Kirchberg 56 (Karte)                                                        |           | langes Gebäude                                        |    |
| BW                                      | Wohnhaus                                 | Lindenstraße 7 (Karte)                                                      |           | Wohnhaus samt Wirtschaftsgebäude und Innenausstattung |    |
| BW                                      | Sühnestein                               | Freifläche am Ufer der Werra, nördlich der Werra (Karte)                    |           | Flurstück 168/1                                       |    |
| BW                                      | Aussichtsplatz Bettelmannseiche          | ortsauswärts zwischen Belrieth und Vachdorf, an der Bundesstraße 89 (Karte) |           | Flur 3404                                             |    |